# See You Again (låt av Wiz Khalifa)
See You Again är en låt med den amerikanske rapparen Wiz Khalifa och Charlie Puth. Låten släpptes som singel den 10 mars 2015 och återfinns på albumen Furious 7: Original Motion Picture Soundtrack och Nine Track Mind. Singeln nådde förstaplatsen på bland annat Billboard Hot 100, UK Singles Chart och Sverigetopplistan.